# Фридерик Шопен
Фридерик Франсуа́ Шопе́н (пол. Fryderyk [Franciszek] Chopin, іноді Szopen; фр. Frédéric [François] Chopin; 22 лютого або 1 березня 1810, с. Желязова Воля, Мазовецьке воєводство, Польща — 17 жовтня 1849, Париж, Франція) — видатний польський композитор і піаніст польсько-французького походження.
Уроджений «Fryderyk Franciszek Chopin», при хрещенні 23 квітня 1810 року «Fridericus Franciscus Choppen», взяв французький варіант «Frédéric-François», коли у 20 років виїхав з Польщі до Парижа. У польських текстах прізвище іноді пишуть як Szopen.

## Біографія

### Дитинство і юність

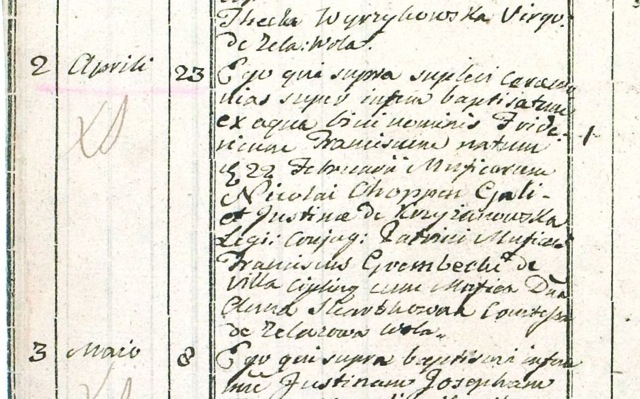
Fridericus Franciscus Choppen
Запис про хрещення Фридерика Шопена латиною 23.04.1810

Фридерик Шопен народився 22 лютого 1810 року в селі Желязовій Волі під Варшавою у Варшавському герцогстві. Його батько, Ніколя Шопен (1771—1844), французький емігрант з 1787 року, служив гувернером і шкільним учителем французької мови; мати — Текля Юстина Крижанівська (1782—1861) виховувалася в дворянській сім'ї та була економкою графині Людвіки Скарбек. Батьки Шопена одружилися 1806 року, після народження сина сім'я переїхала до Варшави.
Вже дитиною Фридерик проявив яскраві музичні здібності; у семирічному віці він почав навчатися гри на фортепіано, і в тому ж році був виданий складений ним маленький полонез соль мінор. Перші професійні уроки гри на фортепіано, які тривали з 1816 до 1822 року, отримав від відомого чеського піаніста і віолончеліста Войцеха Живного. Незабаром Шопен став улюбленцем аристократичних салонів Варшави.
Подальшим розвитком Шопена опікувався Вільгельм Вюрфель (нар. 1791 року в Богемії). Цей відомий піаніст і професор Варшавської консерваторії давав Шопену цінні (хоча і нерегулярні) уроки органної музики і, можливо, фортепіано. Протягом 1823–1826 років Шопен навчався у Варшавському ліцеї, де його батько був професором. Восени 1826 року юний музикант почав вивчати музичну теорію, фігурний бас і композицію з Йозефом Ельснером (нар. 1769 року у Сілезії) у Варшавській консерваторії. У 1831 році він виїхав з Польщі до Відня, а згодом оселився у Парижі, де провів значну частину життя.

### Кар'єра в Парижі
Шопен уперше відвідав Відень на початку 1829 року, де дав концерт на фортепіано і отримав перші похвальні рецензії. Наступного року він повернувся до Варшави, де 17 березня у Національному театрі дав прем'єру свого Концерту для фортепіано фа мінор. 1831 року Шопен покинув Польщу і оселився в Парижі. Там почав працювати над своїми першими скерцо і баладами, розпочав також перший зошит етюдів. Тоді Шопен захворів на туберкульоз, який дошкуляв йому решту життя.
Початок і середина 1830-х у Парижі були плідним часом композитора. Він завершив свої найвідоміші роботи і регулярно давав концерти, що мали шалені відгуки. До 1838 року Шопен став відомою людиною в Парижі. Серед його найближчих друзів був оперний композитор Вінченцо Белліні й художник Ежен Делакруа. Його друзями були також композитори Гектор Берліоз, Франц Ліст і Роберт Шуман, і хоча Шопен іноді критикував їхню музику, він присвятив їм деякі свої композиції.

### Шопен і Жорж Санд

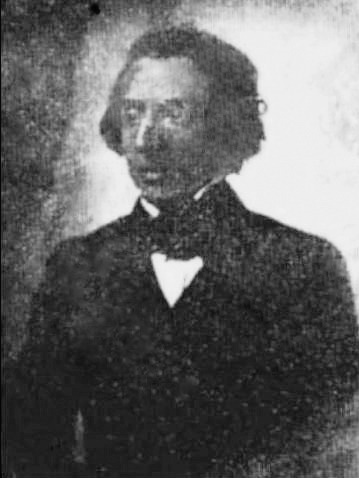
Фридерик Шопен, світлина 1847 р.

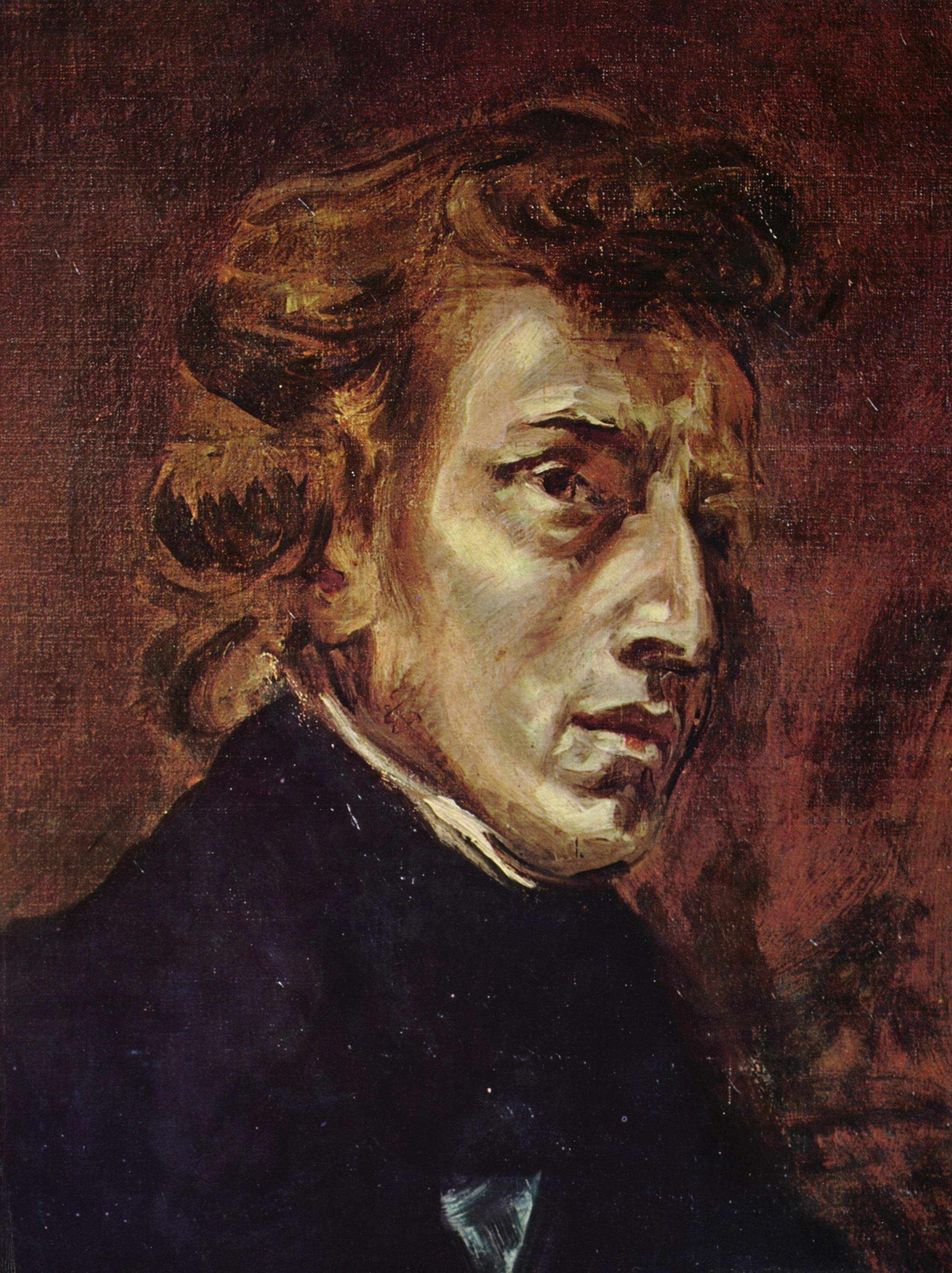
Фридерик Франсуа Шопен, портрет Ежена Делакруа

У 1836 році Шопен вирушив до Чехії побачитися з батьками. Перебуваючи у Марієнбаді, він захопився юною полькою Марією Водзіньською. Проте їхні заручини були незабаром розірвані. Восени того ж року в Парижі він познайомився з видатною жінкою — баронесою Дюдеван, яка мала на той час широку літературну популярність під псевдонімом Жорж Санд. Шопенові було 28 років, мадам Санд — 34. Їхній союз тривав вісім років, причому велику частину цього часу вони провели в сімейному маєтку письменниці у Ноані.
У зиму 1838–1839 років, яку він прожив з Жорж Санд на Майорці (Балеарські острови), здоров'я композитора значно погіршилося. Поєднання поганої погоди з домашнім безладом, мабуть, згубним чином подіяло на його вже уражені туберкульозом легені. У 1847 році стосунки Шопена з Жорж Санд остаточно зіпсувалися через втручання музиканта у її стосунки з дітьми від першого шлюбу. Ця обставина, разом з прогресуючою хворобою, сповнила Шопена чорною меланхолією. Останній раз він виступив у Парижі 16 лютого 1848 року. Через вісім днів вибухнула революція, що повалила короля Луї-Філіпа І. Друзі композитора відвезли його до Великої Британії, де він, уже дуже хворий, грав у королеви Вікторії і дав кілька концертів; останній з них відбувся 16 листопада 1848 року.

### Смерть і поховання
Через тиждень Шопен повернувся до Парижа. Не в змозі більше давати уроки, Шопен був вимушений прийняти щедру допомогу від своєї шотландської шанувальниці Джейн Стірлінг. Доглядати хворого приїхала з Польщі сестра композитора Людвіка; не обділили його увагою і французькі друзі. Шопен помер від серцево-легеневої недостатності, спричиненої туберкульозом, у своїй паризькій квартирі на Вандомській площі 17 жовтня 1849 року. Згідно з його бажанням, на відспівуванні у церкві св. Мадлен прозвучали фрагменти Реквієму Моцарта.
Шопена поховали на паризькому кладовищі Пер-Лашез. Серце Шопена, за його заповітом, перевезли на Батьківщину — воно покоїться в Базиліці Святого Хреста у Варшаві.

## Творчість
Збереглося понад 230 творів Шопена; деякі твори раннього дитинства втрачені. Усі його відомі твори передбачають участь фортепіано, і лише деякі написані для фортепіано з оркестром, голосом, або іншими інструментами.
Шопен вчився в традиціях Бетховена, Гайдна, Моцарта і Клементі; методику гри на фортепіано Клементі він використовував у заняттях зі своїми учнями. На його творчість також вплинув розвиток віртуозної, але моцартівської фортепіанної техніки Гуммеля. Шопен вважав Й. С. Баха та Моцарта найважливішими композиторами, які сформували його музичний світогляд. Ранні твори Шопен писав переважно у «блискучому» стилі, прикладами яких є твори Ігнаца Мошелеса, Фрідріха Калькбреннера та інших. Вплив польської народної музики та італійської опери стали помітнішими у зрілий період творчості. Характерна творчості Шопена орнаментика (наприклад, фіоритури), має вокальну природу. Мелодика творів Ф. Шопена має риси польської народної музики, також це стосується бурдонів.
Шопен надав салонному жанру ноктюрну, винайденому ірландським композитором Джоном Філдом, більшої витонченості. Він першим почав писати балади і скерцо як окремі концертні твори. По суті, створив новий жанр циклу прелюдій (Op. 28, опубліковано 1839 р.) і примножив поетичний потенціал концертного етюду, який в 1820-х і 1830-х роках з'явився у творчості Ф. Ліста, Клементі та Мошелеса, створивши дві серії творів у цьому жанрі — Op. 10 опубліковано в 1833 році та Op. 25 у 1837 році. 
Шопен також надав танцювальним жанрам більшу експресивність та більший мелодичний діапазон. Мазурки Шопена, хоч і походять від традиційного польського танцю (мазурек), відрізнялися від традиційних тим, що вони були написані для концертного залу, а не для танцювального залу; за словами Дж. Баррі Джонса, «саме Шопен вніс мазурку на європейську музичну карту». Серія із семи полонезів, опублікованих за його життя (ще дев'ять видані посмертно), починаючи з ор. 26 (опубл. 1836) стала новим стандартом музики цього жанру. Його вальси також були написані спеціально для світського сольного концерту, а не для бального залу, і часто мають швидший темп, ніж їхні еквіваленти на танцмайданчику.

### Назви, номери творів і видання

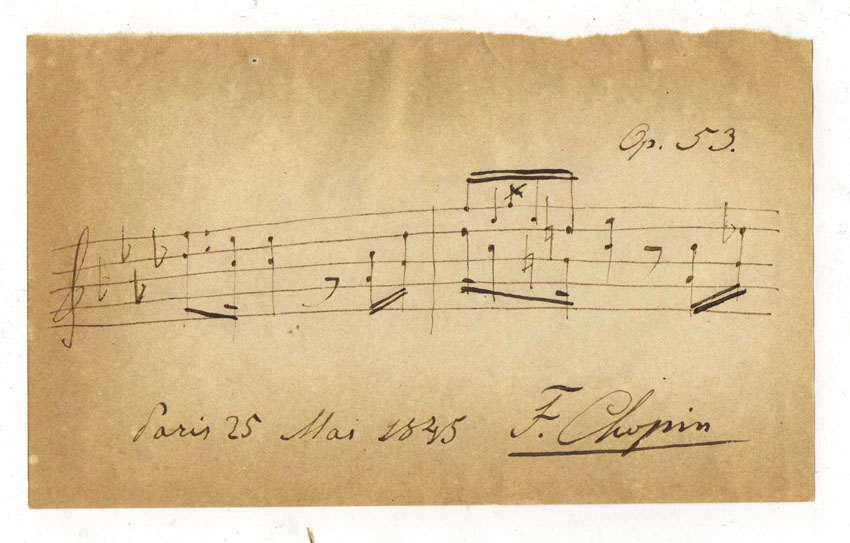
Фрагмент полонезу з автографом Op. 53, підписаний Шопеном 25 травня 1845 року

Деякі з відомих творів Шопена отримали описові назви, наприклад «Революційний етюд» (Op. 10, Op. 12) і «Хвилинний вальс» (Op. 64, Ні. 1). Однак, за винятком «Похоронного маршу», композитор ніколи не називав свої інструментальні твори інакше як за жанром і номером, залишаючи всі можливі позамузичні асоціації слухачеві; назви, під якими відомі багато його творів, були придумані іншими. Вважається, що «Революційний етюд» був написаний під впливом невдалого польського повстання проти Росії, втім для цього бракує доказів. «Похоронний марш», третя частина його Сонати № 2 (Op. 35), єдиний випадок, коли автор дав власну назву, проте невідомо, чи пов'язане написання цього маршу зі смертю якоїсь конкретної особи.

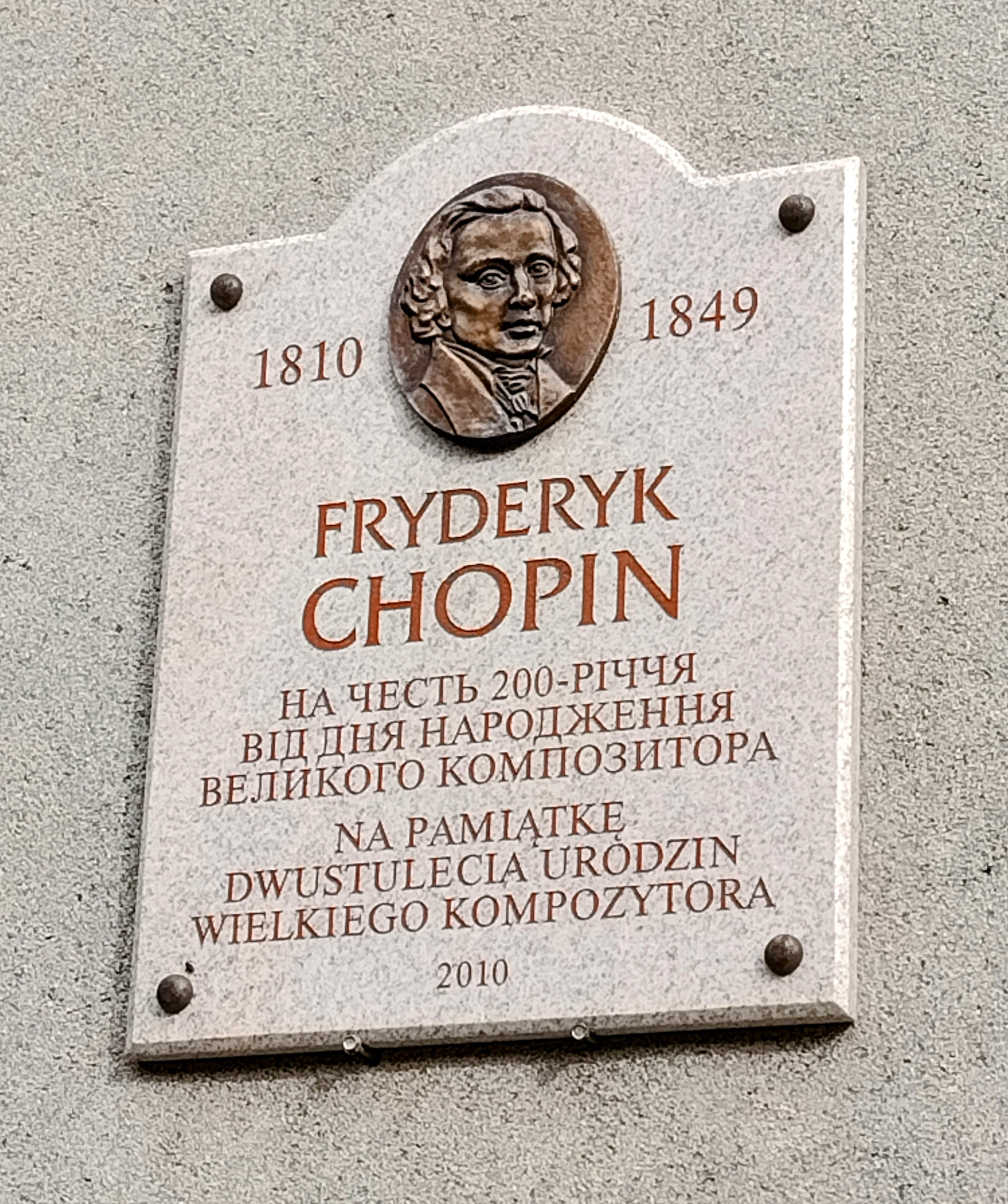
Меморіальна дошка Фредеріку Шопену на Волинському краєзнавчому музеї

Останній номер опусу, який використовував сам Шопен, був 65, він стосується Сонати для віолончелі соль мінор. Шопен висловив передсмертне бажання, щоб усі його неопубліковані рукописи були знищені. Проте, на прохання матері та сестер композитора, піаніст Джуліан Фонтана відібрав 23 неопубліковані фортепіанні п'єси та згрупував їх у вісім додаткових номерів опусів (Opp. 66–73), опублікованих у 1855 році. У 1857 році було видано 17 польських пісень, написані Шопеном у різні періоди його життя, вони були зібрані та опубліковані як Op. 74, хоча їх порядок в опусі не відображає послідовність їх написання.
Твори, опубліковані з 1857 року, отримали альтернативні каталожні позначення замість номерів опусів. Найновіший каталог підтримується Інститутом Фридерика Шопена в Інтернет-інформаційному центрі Шопена. Старіший каталог Кобилянської (зазвичай представлений ініціалами «KK»), названий на честь його упорядника, польської музикознавиці Кристини Кобилянської, досі вважається важливою науковою довідкою. Найновішим каталогом посмертно опублікованих творів є каталог Національного видання творів Фридерика Шопена, представлений ініціалами «WN».
Першими видавцями Шопена були Моріс Шлезінгер і Каміль Плеєль. Незабаром твори Шопена почали з'являтися в популярних фортепіанних антологіях XIX століття. Перше повне видання творів Шопена було видане видавництвом Breitkopf & Härtel (1878–1902). Пізніше були опубліковані видання впорядковані І. Падеревським (між 1937 і 1966 роками), і Яном Екером (між 1967 і 2010 роками). Останнє рекомендоване конкурсантам Шопенівського конкурсу. Обидва видання містять докладні пояснення щодо вибору та джерел.
Шопен публікував свою музику у Франції, Англії та німецьких державах завдяки законам про авторське право того часу. Таким чином, часто існує три різні типи «перших видань». Кожне видання відрізняється від іншого, оскільки Шопен редагував їх окремо, а іноді він вносив зміни до своїх творів. Крім того, Шопен надавав своїм видавцям різні джерела, включаючи автографи, коректурні аркуші з коментарями та копії писарів. Тільки нещодавно ці відмінності були досліджені.

### Форма і гармонія

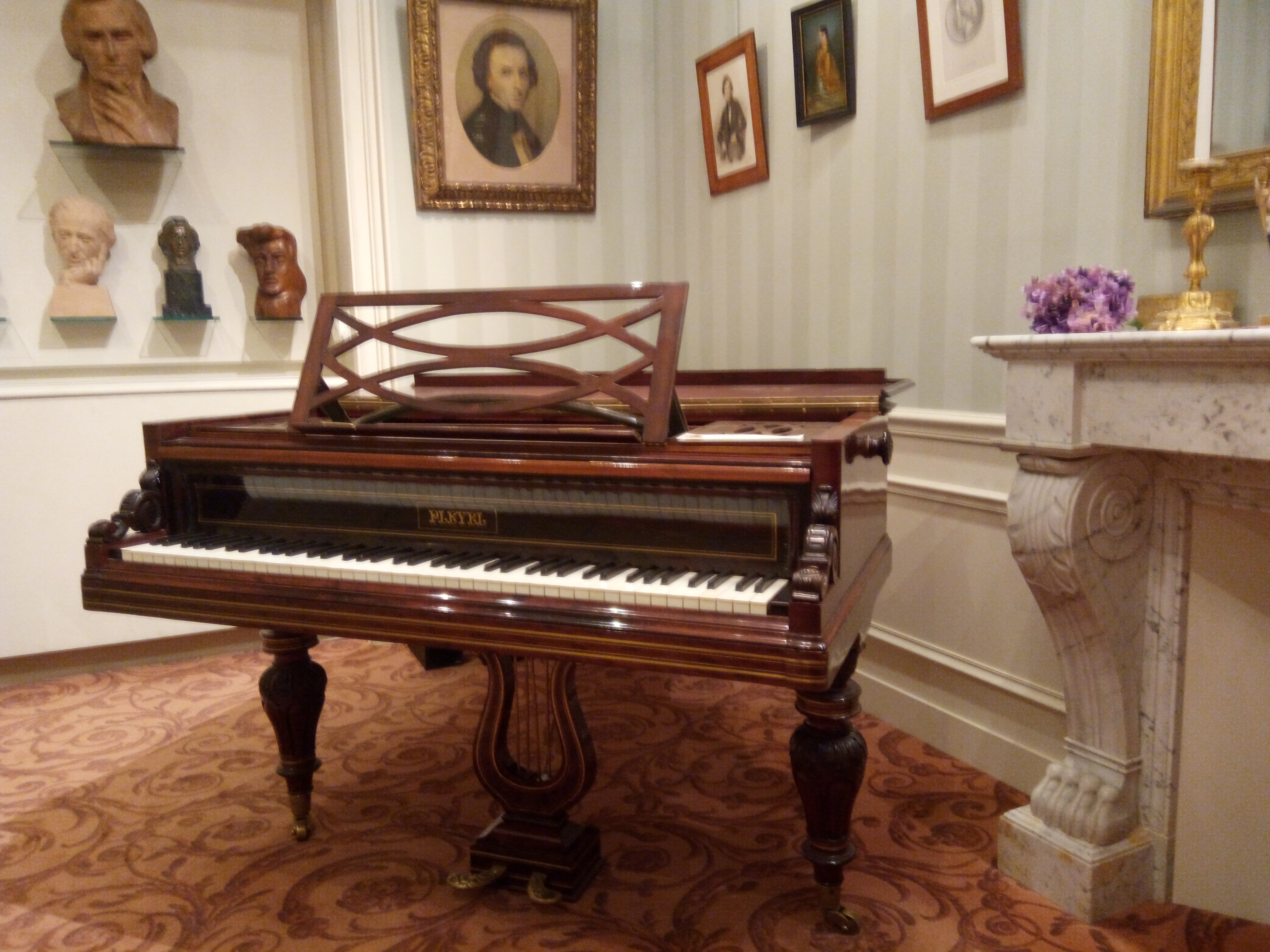
Відтворення останньої резиденції композитора на Вандомській площі в Салоні Фредеріка Шопена в Парижі.

Важливе місце у творчості Шопена посідає імпровізація. На думку Ніколаса Темперлі «імпровізація створена для аудиторії, і її вихідною точкою є очікування цієї аудиторії, які включають поточні умовності музичної форми». Концерти для фортепіано з оркестром Темперлі вважає «просто засобами для блискучої гри на фортепіано... формально довготривалі і надзвичайно консервативні». Після фортепіанних концертів (обидва ранніх, датованих 1830 роком), Шопен не робив спроб створити масштабні багаточастинні форми, за винятком пізніх сонат для фортепіано та віолончелі; «натомість він досяг майже досконалості у творах простих по задуму, але тонкої та складної структури». Розен припускає, що важливим аспектом стилю Шопена є його гнучке поводження з чотиритактовою фразою як структурною одиницею.
На думку Дж. Баррі Джонс «найважливішими творами Шопена для концертного виконання є чотири балади та чотири скерцо», і додає, що «Баркарола ор. 60 стоїть окремо як приклад багатої гармонічної палітри Шопена в поєднанні з італійською теплотою мелодії». Темперлі вважає, що ці твори містять «величезну різноманітність настрою, тематичного матеріалу та структурних деталей», засновані на розширеній формі «відходу і повернення»; «чим більше розширена середня частина, і чим далі вона відходить за тональним планом, настроєм і тематизмом від початкової ідеї, тим важливішою і драматичнішою є реприза, коли основна тема повертається».
Мазурки та вальси Шопена мають пряму тричастинну або рондальну форму, іноді з кодою. Мазурка часто мають найбільше фольклорних рис, іноді включаючи лади народної музики і бурдонні баси. Однак деякі також демонструють незвичайну витонченість, наприклад, ор. 63 № 3, що містить канон із кроком в одну долю, що є великою рідкістю в музиці.
Полонези Шопена помітно складніші за формою у порівнянні з полонезами його польських попередників (зокрема його вчителів Живни та Ельснера). Як і традиційний полонез, твори Шопена виконані в тридольному розмірі й зазвичай демонструють маршовий ритм у мелодіях, акомпанементах і каденціях. На відміну від більшості полонезів попередників, шопенівські також вимагають високого рівню техніки гри.
21 ноктюрн структурно складніші і емоційно глибші, ніж ноктюрни Філда, з яким Шопен познайомився в 1833 році. Багато ноктюрнів Шопена мають середні частини, відзначені схвильованою експресією (і часто висувають дуже складні вимоги до виконавця), що посилює їх драматичний характер.
Шопенівські етюди мають здебільшого тричастинну форму. Він використовував для навчання учнів власній фортепіанній техніці — наприклад грі подвійних терцій (ор. 25, № 6 ), октав (ор. 25, № 10) і відтворення повторюваних нот (ор. 10, № 7).
Прелюдії, багато з яких дуже короткі (деякі складаються з простих речень і розробок однієї теми чи фігури), були описані Шуманом як «початки досліджень».  Як і в «Добре темперованому клавірі» Й. С. Баха, прелюдії Шопена написані в усіх 24 тональностях, проте розташовані по квінтовому колу (а не по хроматичній гамі, як у  Й. С. Баха). Можливо, прелюдії не були призначені для виконання усім циклом, і, можливо, вони навіть використовувалися ним і пізнішими піаністами як прелюдії до інших його творів або навіть до музики інших композиторів. Це припускає Кеннет Гамільтон, який звернув увагу на запис 1922 року Ферруччо Бузоні, в якому за Прелюдією ор. 28 № 7 слідує Етюд Op.10 № 5.
Дві зрілі фортепіанні сонати Шопена №. 2, ор. 35, написані у 1839 році та №. 3, Op. 58, написана в 1844 році) складаються з чотирьох частин. В ор. 35 років Шопен зміг поєднати в рамках формальної великої музичної структури багато елементів своєї віртуозної фортепіанної техніки – «своєрідний діалог між публічним піанізмом блискучого стилю та німецьким сонатним принципом». Вважається, що ця соната демонструє вплив як Баха, так і Бетховена. Цитується прелюдія з Сюїти № 6 Баха ре мажор для віолончелі (BWV 1012);  і є подібності до двох сонат Бетховена: сонату op. 111 до мінор і сонату op.26 ля-бемоль мажор, в якій повільна частина, як і в сонаті Шопена op. 35 — це похоронний марш. Остання частина сонати op. 35 Шопена, короткий (75 тактів) perpetuum mobile, у якому руки грають незмінним октавним унісоном, сучасники, в тому числі Шуман, визнали шокуючим і немузичним. Соната op.58 ближча до німецької традиції, включає багато уривків складного контрапункту, «гідного Брамса» за Самсоном.
Гармонічні інновації Шопена, можливо, частково походять від імпровізаційної техніки. На думку Темперлі, гармонічне новаторство Шопена часто є «результатом поєднання звичайних затримань або прохідних нот із мелодичними фігурами акомпанементу», а каданси часто є затриманими шляхом використання альтерованих акордів (фригійський тризвук II та зменшені септими) або раптових переходів у неспоріднені тональності. Гармонія  Шопена де в чому передбачає розхитування тональності у творчості композиторів пізнішої доби, таких як Клод Дебюссі, і навіть використання модальної гармонії.

### Техніка і стиль виконання

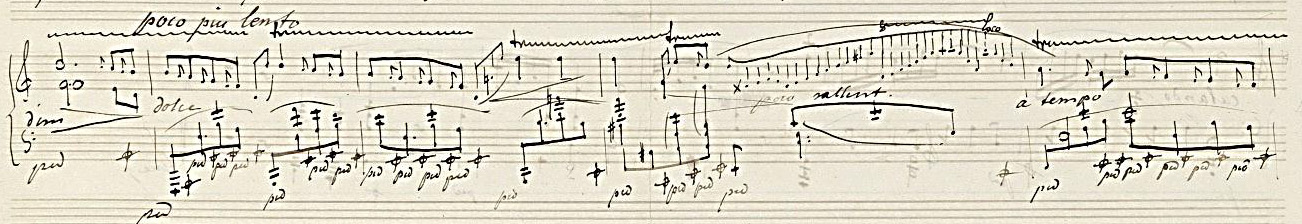
Фрагмент ноктюрну Шопена Op. 62 № 1 (1846, рукопис композитора)

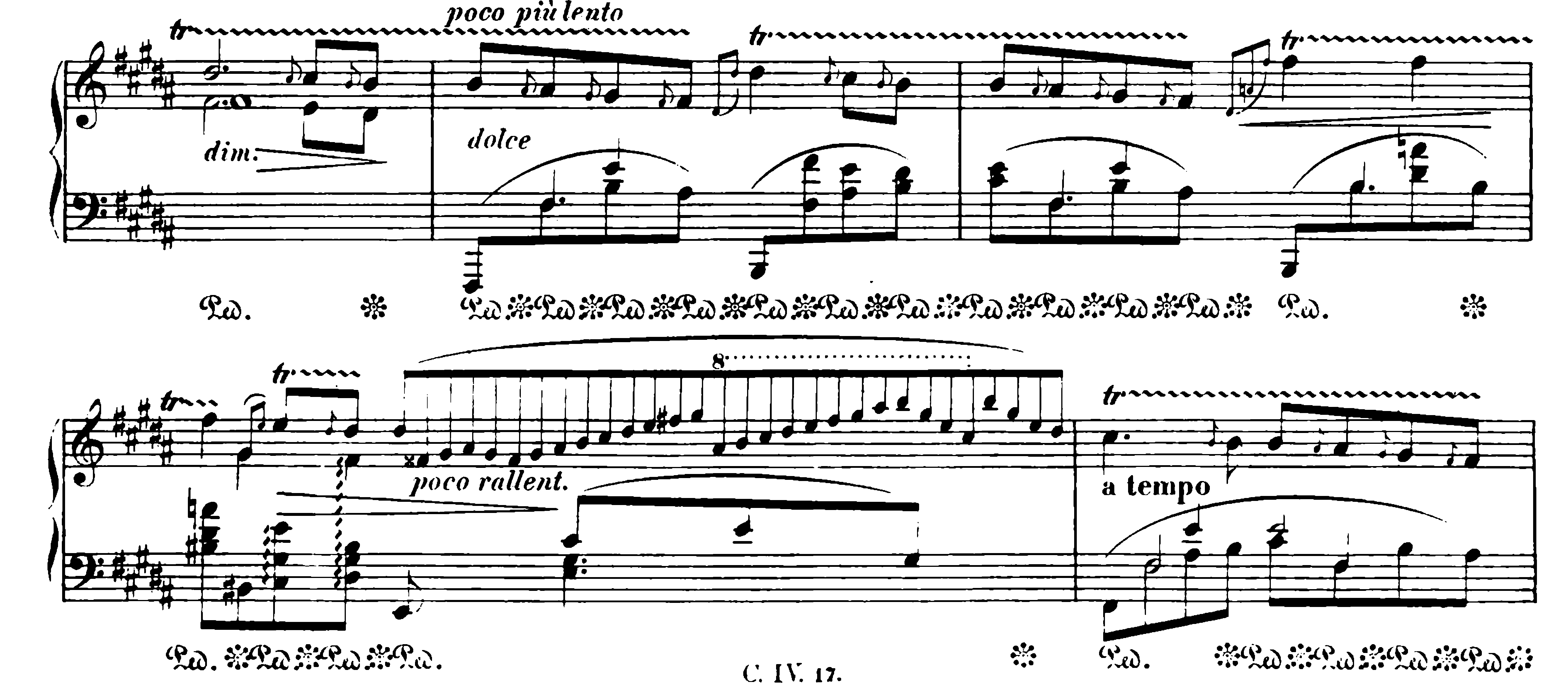
Той самий фрагмент (видання Ширмера 1881 р.). Приклади показують типове використання Шопеном трелей, форшлагів і позначень педалі та темпу.

У 1841 році Леон Ескюдьє так описував сольний концерт Шопена: «Можна сказати, що Шопен є творцем школи фортепіано та школи композиції. По правді кажучи, ніщо не зрівняється з легкістю, солодкістю, з якою композитор виконує прелюдії на фортепіано; більше того, ніщо не можна порівняти з його творами, сповненими оригінальності, відмінності та витонченості». Шопен не дотримувався стандартного методу гри та вважав, що не існує встановленої техніки для гарної гри. Його стиль значною мірою базувався на використанні незалежної техніки пальців. У своєму «Projet de méthode» він писав: «Все залежить від знання гарної аплікатури ... нам потрібно не менше використовувати і решту руки: зап'ястя, передпліччя та плече»  Далі він зазначив: «Потрібно лише вивчити певне положення руки по відношенню до клавіш, щоб з легкістю досягти найпрекраснішої якості звуку, знати, як грати короткі та довгі ноти, і [досягти] необмеженої спритності». Наслідки такого підходу до техніки в музиці Шопена включають часте використання всього діапазону клавіатури, пасажів у подвійних октавах та інших групах акордів, швидко повторюваних нот, використання форшлагів і поліритмії (наприклад, чотири ноти проти трьох) між руками.
Джонатан Беллман писав, що традиція «консерваторій» кінця XIX початку XX століть, що підходить для великих аудиторій, не стикується з більш інтимною технікою виконання Шопена. Сам композитор казав учневі, що «концерти ніколи не бувають справжньою музикою, треба відмовитися від думки почути в них усе найпрекрасніше мистецтво». Спогади сучасників свідчать, що Шопен уникав стандартів на кшталт «завжди крещендо на високу ноту», але завжди приділяв увагу виразному фразуванню, ритмічним послідовностям та чутливому колориту.  Берліоз писав у 1853 році, що Шопен «створив різновид хроматичної вишивки ... ефект якої настільки дивний і пікантний, що його неможливо описати ... практично ніхто, крім самого Шопена, не може зіграти цю музику і дати їй такий незвичайний поворот». Гіллер писав: «Те, що в руках інших було витонченою прикрасою, в його руках стало барвистим вінком із квітів».
Музика Шопена часто виконується з рубато, «практикою виконавства поза фіксованим темпом, зміни деяких нотних тривалостей для виразнішого ефекту». Існують різні думки щодо того, наскільки рубато слід використовувати при виконанні творів Шопена. Чарльз Розен вважає, що «більшість ознак рубато у Шопена можна знайти в його мазурках. ... Цілком ймовірно, що Шопен використовував старішу форму рубато, властиву для Моцарта ... [коли] нота мелодії в правій руці затримується після ноти в басу ... однак за словами учня Шопена Кароля Мікулі, Шопен був рішуче проти цієї практики».

Учениця Шопена Фрідеріка Мюллер писала:
[Його] гра завжди була шляхетною і прекрасною; його тони співали, чи то повним форте, чи то тихим піано. Він доклав безмежних зусиль, щоб навчити своїх учнів цього стилю гри легато, кантабіле. Його найсуворішою критикою було «Він – або вона – не вміє сполучити дві ноти». Він також вимагав найсуворішого дотримання ритму. Він ненавидів усі затяжні та тягучі, недоречні рубато, а також перебільшені рітардандо [...] і саме в цьому відношенні люди роблять такі жахливі помилки, граючи його твори.

### Інструменти

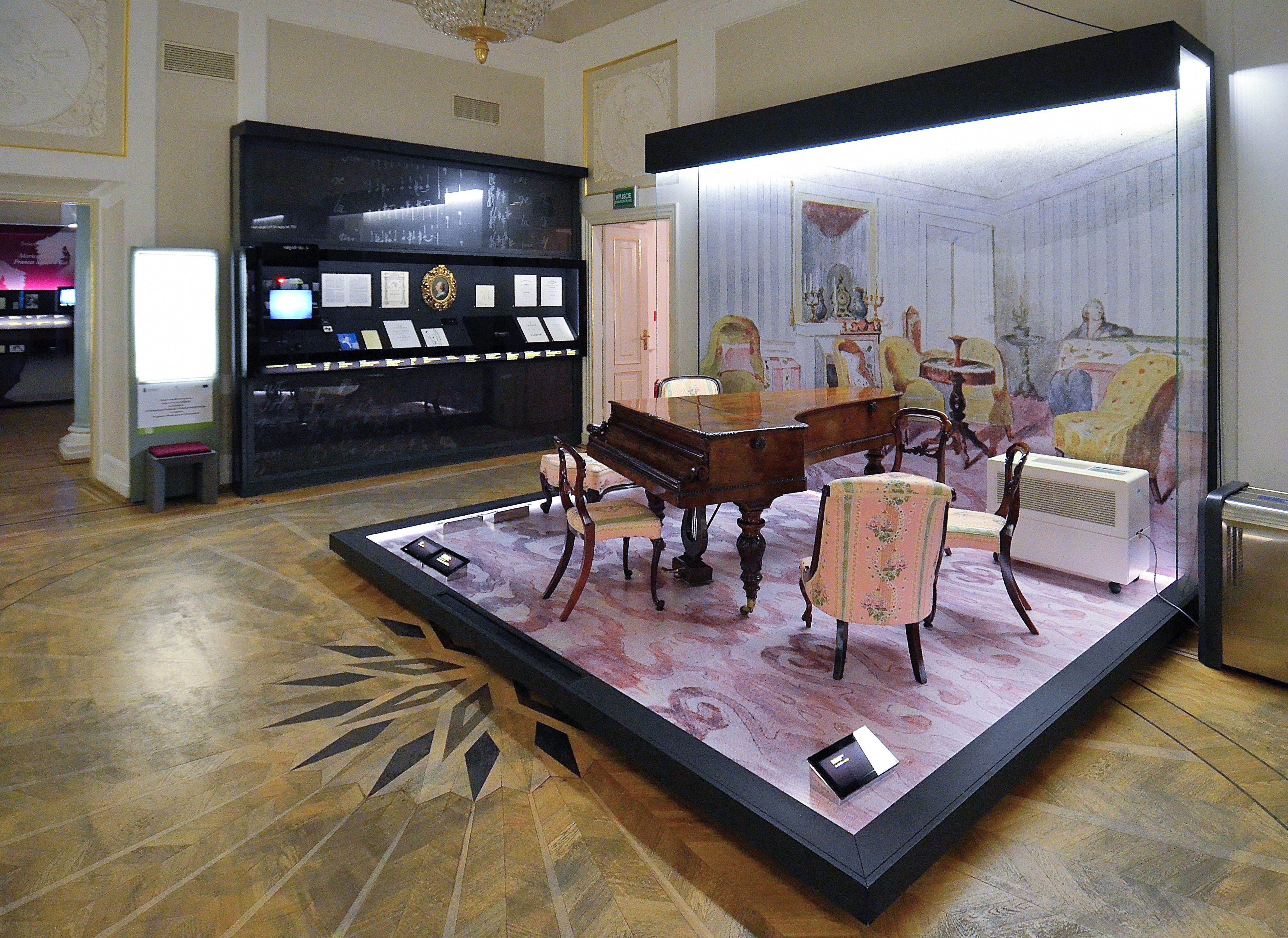
Останнє (Pleyel) фортепіано Шопена, яке він використовував у 1848–49 роках (Музей Фридерика Шопена, Варшава)

Живучи у Варшаві, Шопен писав і грав на інструменті, створеному майстром піаніно Фридериком Бухгольцом. Пізніше в Парижі Шопен придбав фортепіано у Плеєля. Він оцінив піаніно Pleyel як «non plus ultra» («неперевершене»). Ференц Ліст подружився з Шопеном у Парижі та описав звучання Шопенового Плейля як «шлюб кришталю та води». Перебуваючи в Лондоні в 1848 році, Шопен згадував свої піаніно у листах: «У мене є велика вітальня з трьома піаніно, Pleyel, Broadwood і Erard».

### Польська ідентичність
Завдяки своїм мазуркам і полонезам Шопену приписують запровадження в музиці нового почуття націоналізму. Шуман у своєму огляді фортепіанних концертів 1836 року підкреслив сильні почуття композитора до його рідної Польщі, написавши, що «Тепер, коли поляки перебувають у глибокій депресії [після поразки Листопадового повстання 1830 року], їхнє звернення до нас, артистів, ще сильніше ... Якщо могутній самодержець на півночі [тобто російський імператор Микола I  ] міг знати, що у творах Шопена, у простих тонах його мазурок ховається небезпечний ворог, він заборонив би його музику. Твори Шопена — це гармати, поховані в квітах!» Біографія Шопена, опублікована в 1863 році під ім'ям Ференца Ліста (але, ймовірно, написана Кароліною цу Сайн-Вітгенштейн) стверджує, що Шопена «треба поставити на перше місце серед перших музикантів ...індивідуалізуючи в собі поетичне почуття цілої нації».
Деякі сучасні коментатори виступають проти перебільшення першості Шопена як «національного» композитора. Георгій Голос посилається на попередніх «національних» композиторів у Центральній Європі, зокрема на польських Міхала Клеофаса Огінського та Францішека Лесселя, які використовували форми полонезу та мазурки. Барбара Мілевська припускає, що досвід Шопена в польській музиці ґрунтується на «урбанізованому» варшавському мистецтві, ніж власне на народній музиці, і що спроби Яхімецького та інших продемонструвати справжню народну музику у своїх творах є безпідставними. Річард Тарускін заперечує ставлення Шумана до творів Шопена як зневажливе і коментує, що Шопен «глибоко й щиро відчував свій польський патріотизм», але свідомо спирався на традиції Баха, Бетховена, Шуберта та Філда.
На думку Вільяма Етвуда: «Безсумнівно, використання [Шопеном] традиційних музичних жанрів, таких як полонез і мазурка, викликало націоналістичні настрої та почуття згуртованості серед поляків, розкиданих по Європі та Новому Світі. ... У той час як одні шукали в [них] розради, інші знаходили в них джерело сили у своїй безперервній боротьбі за свободу. Хоча музика Шопена, безсумнівно, народжувалась радше інтуїтивно, ніж через патріотичний задум, вона все одно служила символом волі польського народу ...».

## Значення творчості і пам'ять
Шопена вважають найбільшим польським композитором, при цьому для багатьох поколінь польських композиторів його роль виходить за рамки самої музики, і це визнавали не тільки поляки. Наприклад, Роберт Шуман 1836 року в «Neue Zeitschrift für Musik» писав:
|  | Якщо потужний деспотичний монарх з півночі знав, який небезпечний ворог загрожує йому в творах Шопена, простих мелодіях з його мазурок, він заборонив би його музику. Твори Шопена — це гармати, заховані в квітах. |

Його твори, особливо полонези та мазурки, вважали синонімом польськості, їх згадували в найбільш патріотичних промовах. Ігнацій Ян Падеревський на сторіччя з дня народження Шопена заявив:
|  | Нам забороняли Словацького, Красінського, Міцкевича, але не заборонили Шопена. Однак у Шопені міститься все, в чому нам відмовлялося: і барвистий одяг, пояси з чистого золота, похмурі капелюхи, краківські рогаті капелюхи, благородний брязкіт мечів, відблиски кіс наших селян, стогони поранених грудей, бунт скутого духу, хрести на цвинтарі, придорожні каплички, молитви засмучених, біль неволі, смуток свободи, прокляття тиранів і радісна пісня перемоги [...]. |

### Товариство імені Шопена

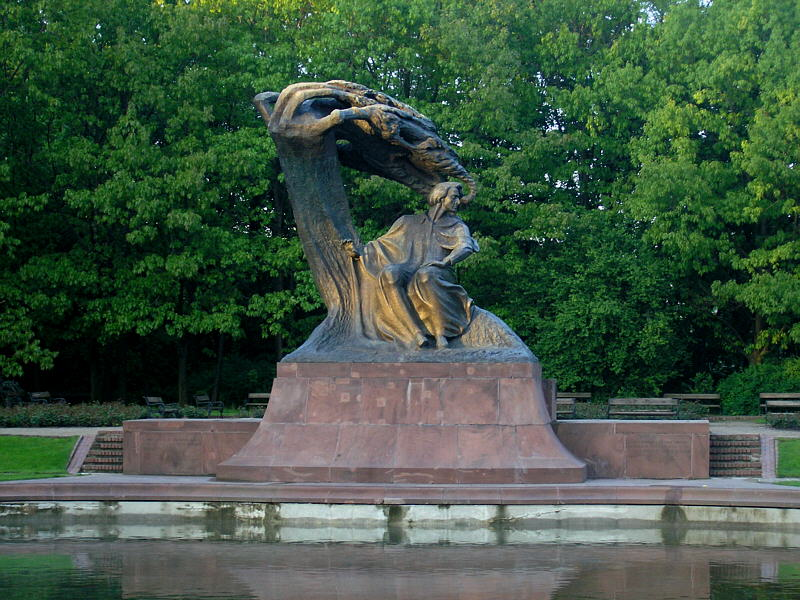
Пам'ятник Шопену у Варшаві

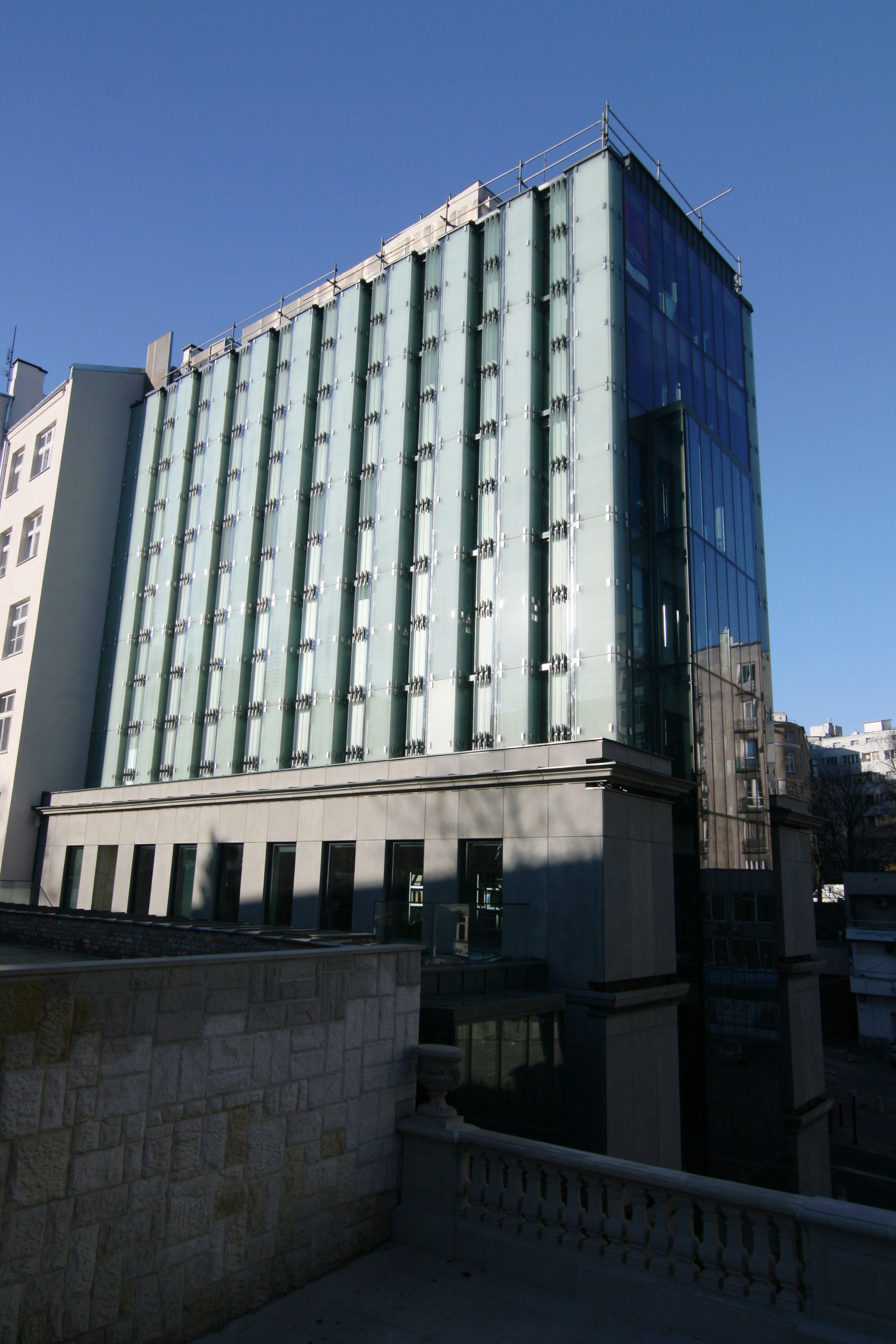
Шопенівський центр у Варшаві

1894 року в Желязовій Волі, рідному селі Ф. Шопена, з ініціативи російського композитора Милія Балакірєва встановлено пам'ятник композиторові. У 1899 році усередині Варшавського музичного товариства організували секцію імені Шопена, яку 1934 року виділили в самостійну організацію — Інститут Фридерика Шопена (з 1950 року — Товариство Фридерика Шопена). 1927 року ця організація заснувала Конкурс піаністів імені Шопена, 1931 — Музей Шопена в Желязовій Волі, а 1954 року — Музей Фридерика Шопена у Варшаві. Разом з Польським музичним видавництвом у 1949–1961 роках видали повне зібрання творів Шопена. 2001 року на базі Музею Шопена заснували Національний інститут Фридерика Шопена (пол. Narodowy Instytut Fryderyka Chopina), який 2010 року отримав нове приміщення в центрі Варшави, що дістало назву Шопенівського центру.

### Міжнародний конкурс Шопена
З 1927 року з ініціативи польського піаніста і музичного педагога Єжи Журавльова у Варшаві кожні п'ять років проходить конкурс піаністів імені Шопена. Першими його переможцями були радянські піаністи — Лев Оборін (1927 рік), Олександр Юнінський (1932 рік), Яків Зак (1937 рік), Белла Давидович (1949 рік), пізніше перемогу здобували й польські піаністи — Галина Черни-Стефанська (1949 рік), Адам Харасевич (1955 рік), Крістіан Цимерман (1975 рік) і Рафал Блехач (2005 рік).

### «Фридерик»

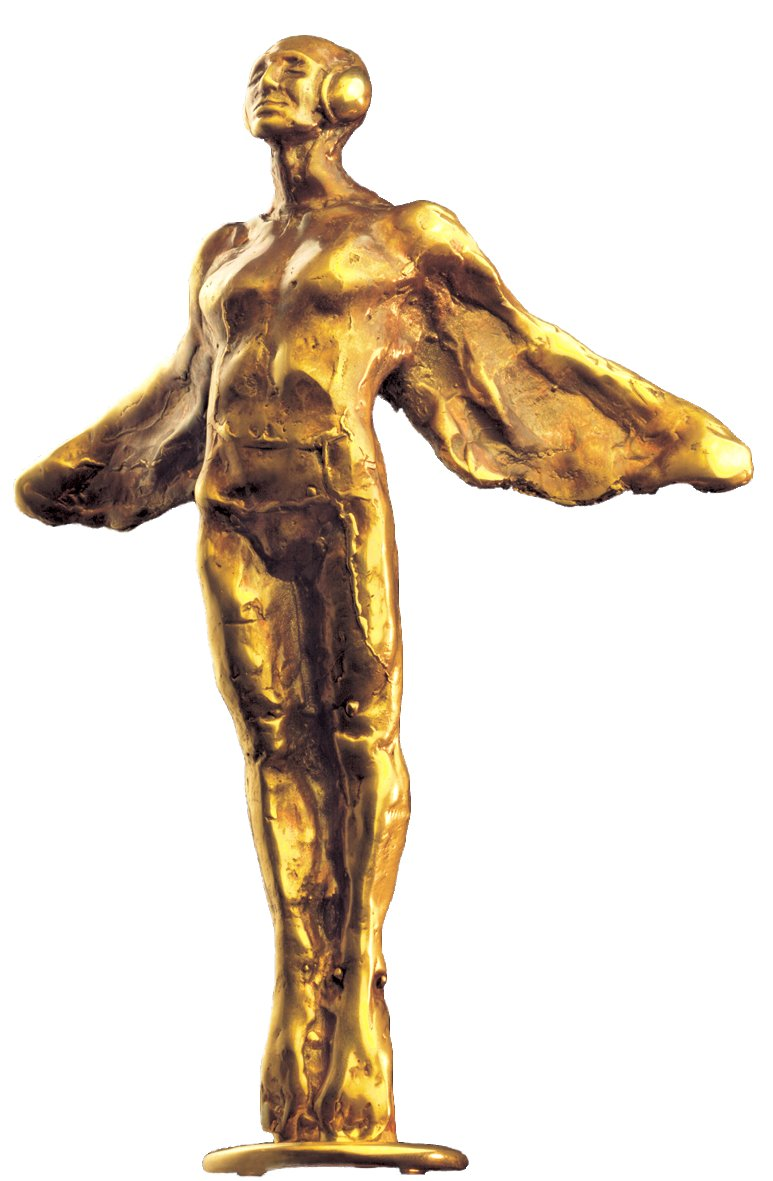
статуетка «Фридерик», художник — Дорота Дзекевич-Піліх

У 1995 році в Польщі запроваджено премію «Фридерик», яку щорічно вручають польським музикантам у понад 20 номінаціях, розподілених за трьома секціями — музика академічна, музика популярна, джаз. Зокрема, тричі на цю премію номінували Кшиштофа Пендерецького, щоправда, він жодного разу премію не отримав.

### Об'єкти
Серед численних об'єктів, що носять імена Шопена:
- Філармонія в Ґданську
- Варшавська консерваторія
- Аеропорт у Варшаві
- Вулиці Фредеріка Шопена є у містах Дніпро, Дрогобич, Івано-Франківськ, Ковель, Коломия, Кривий Ріг, Луцьк, Львів, Тернопіль, Ужгород.
- Астрономічні об'єкти — астероїд і кратер на Меркурії

## Список творів
Для фортепіано з оркестром
- 2 концерти — op.11, мі мінор (1830); op.21, фа мінор (1830)
- Варіації на тему Là ci darem la mano op.2 (1827)
- Andante spianato et Grande Polonaise brillante op. 22 (1830–34)
- Fantaisie brillante на польські арії in A major (1828)
- Rondo à la Krakowiak фа мажор op.14 (1828)

Для фортепіано соло
- 60 мазурок,
- 16 полонезів, (з них 9 опубліковано посмертно)
- 19 вальсів (з них 11 опубліковано посмертно)
- 19 ноктюрнів (з них 1 опубліковано посмертно)
- 4 балади (op.23, op.38, op.47, op.52)
- 4 скерцо (op.20, op.31, op.39, op.54)
- 3 сонати для фортепіано (op.4, op.35, op.58)
- 26 прелюдій (цикл з 24 прелюдій, op.28; op.45 та ля-бемоль мажор, опублікована посмертно)
- 27 етюдів (з них по 12 етюдів op.10 та op.25 та 3 етюди без зазначення опусу)
- 3 експромти та фантазія-експромт (опублікована посмертно)
- Окремі твори — Фантазія, Баркарола, Тарантела, Болеро, Колискова
- Інші твори для фортепіано (рондо, варіації, марші), кілька творів у 4 руки

Камерні ансамблі
- соната для віолончелі та фортепіано op.65
- 2 твори для віолончелі та фортепіано (крім Сонати), фортепіанне тріо

Пісні
- 17 пісень op. 74
- Пісні, видані посмертно (усього — 3 на польські тексти)

## Цікаві факти
- Пам'ятник Фридерику Шопену у вигляді білого рояля розташований у Києві на вул. Богдана Хмельницького, 37/2. Встановлення відбулось 2011 року з нагоди 200-річчя з дня народження польського композитора. Рояль, виготовлений з мозаїки, є інтерактивним: коли поруч проходять люди, починає звучати тиха музика Шопена. Автор проєкту — київський скульптор Костянтин Скритуцький[77].
- У Варшаві встановили 15 «Шопенівських лавочок» на місцях, пов'язаних із Фридеріком Шопеном (зокрема, біля Костелу Святого Хреста, де поховане серце Шопена). Натиснувши кнопку на лавочці, можна послухати 30-секундний фрагмент найпопулярніших творів великого композитора. Лавочки також оснащені QR-кодами, а також на них вигравірували схематичну карту з прогулянковою трасою і коротким описом місця польською й англійською мовами.
- В 2024 році у сховищі Морганівської бібліотеки і музею в Нью-Йорку було знайдено рукопис раніше невідомого музичного твору польського композитора Фредеріка Шопена, який знайшли майже через 200 років після його написання[78].